# Mamurras (kommunhuvudort i Albanien)
Mamurras (albanska: Mamurras med böjningsformen Mamurrasi) är en kommunhuvudort i Albanien. Den ligger i distriktet Rrethi i Kurbinit och prefekturen Qarku i Lezhës, i den norra delen av landet. Mamurras ligger 25 meter över havet och antalet invånare är 8 282.
Terrängen runt Mamurras är platt åt sydväst, men åt nordost är den kuperad. Närmaste större samhälle är Laç, 6,7 km norr om Mamurras.
I omgivningarna runt Mamurras finns jordbruksmark, skog och bebyggelse.